# Foil Deer
A Foil Deer a Speedy Ortiz második stúdióalbuma, amelyet 2015. április 21-én adott ki a Carpark Records.
A lemezt a kritikusok általánosan pozitívan értékelték. A Stereogum „2015 50 legjobb albuma” listáján a 44. helyet érte el.

## Számlista
Az összes dal szerzője Sadie Dupuis. 
| 1.    | Good Neck         | 1:36 |
| 2.    | Raising the Skate | 4:14 |
| 3.    | The Graduates     | 3:57 |
| 4.    | Dot X             | 3:38 |
| 5.    | Homonovus         | 3:18 |
| 6.    | Puffer            | 2:46 |
| 7.    | Swell Content     | 1:48 |
| 8.    | Zig               | 4:32 |
| 9.    | My Dead Girl      | 4:22 |
| 10.   | Ginger            | 2:38 |
| 11.   | Mister Difficult  | 3:36 |
| 12.   | Dvrk Wvrld        | 4:41 |
| 41:00 |                   |      |

## Közreműködők

### Speedy Ortiz
- Sadie Dupuis – ének, gitár, szintetizátor, borító
- Darl Ferm – gitár, basszusgitár
- Michael Falcone – ének, dob, zongora
- Devin McKnight – gitár

### Gyártás
- Speedy Ortiz, Nicolas Vernhes – producer, keverés
- Gabe Wax – hangmérnök
- Emily Lazar – maszterelés
- Chris Allgood – hangtechnikus
- Caitlin Bechtel – fotó

## Fordítás
Ez a szócikk részben vagy egészben  a   Foil Deer című angol Wikipédia-szócikk ezen változatának fordításán alapul.  Az eredeti cikk szerkesztőit annak laptörténete sorolja fel. Ez a jelzés csupán a megfogalmazás eredetét és a szerzői jogokat jelzi, nem szolgál a cikkben szereplő információk forrásmegjelöléseként.